# کنتراهیرباس
کنتراهیرباس (به اسپانیایی: Contrahierbas) یک کوه در پرو است که در منطقه انکاش واقع شده‌است. کنتراهیرباس ۵٬۹۵۴ متر بالاتر از سطح دریا واقع شده‌است.